# Silberkarpfen

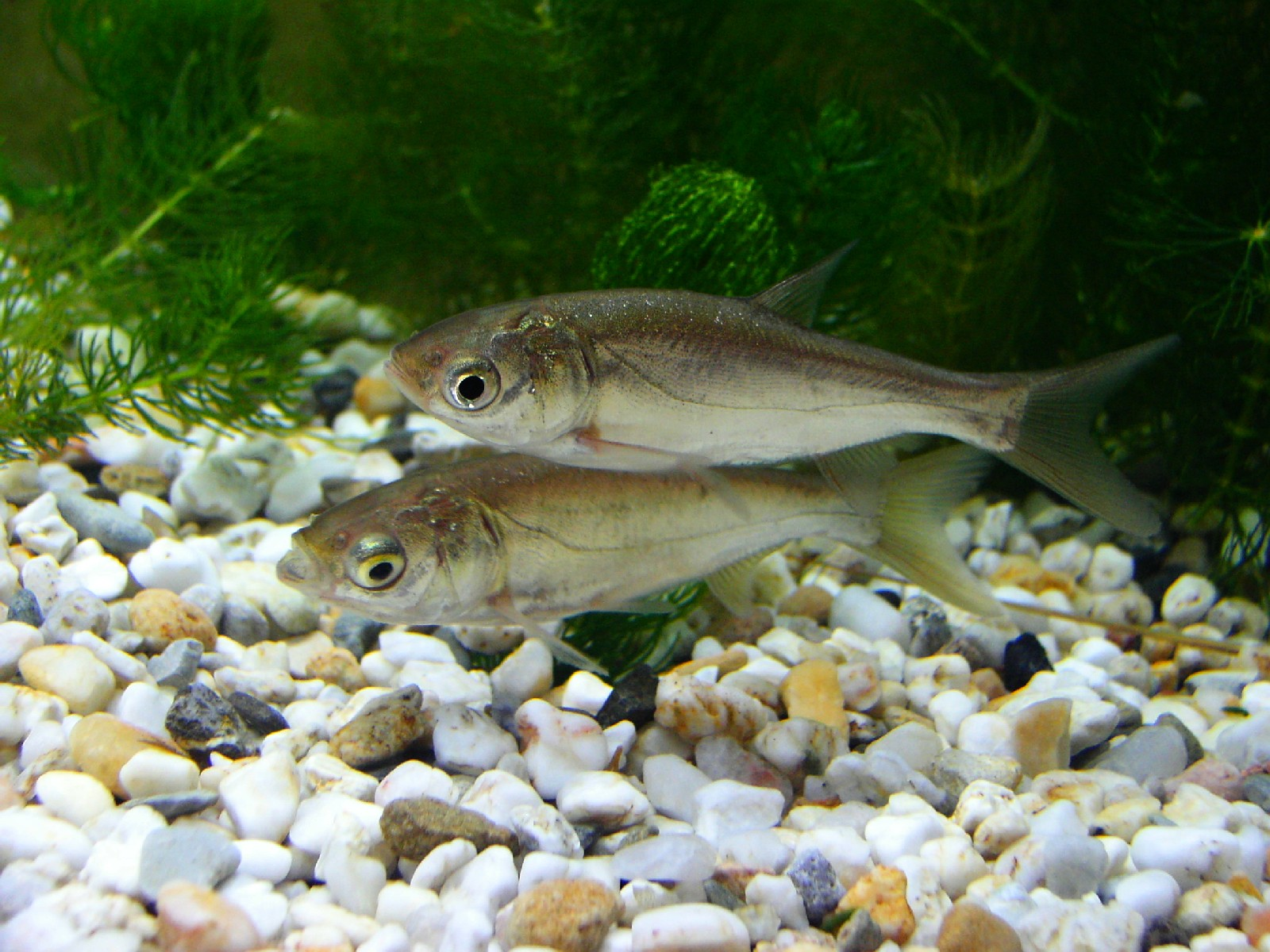
Junge Silberkarpfen

Der Silberkarpfen (Hypophthalmichthys molitrix), auch Tolstolob oder Silberamur genannt, ist ein geselliger Freiwasserfisch aus der Familie Xenocyprididae.

## Verbreitung und Lebensraum
Der Silberkarpfen stammt ursprünglich aus Flüssen und damit verbundenen stehenden Gewässern Ostasiens, des Amurgebiets und Zentralchinas. Er wurde jedoch vielerorts, außerhalb seines ursprünglichen Verbreitungsgebietes, in Asien und in den 1960er Jahren auch in Mitteleuropa ausgesetzt, oft zusammen mit Graskarpfen und Marmorkarpfen. In den 1970er Jahren wurde die Art in nordamerikanischen Fischfarmen eingeführt, von wo sie in den Mississippi gelangte und sich rasch nordwärts in die Großen Seen verbreitete.

## Merkmale
Die auffälligsten äußeren Merkmale sind die kleinen, unterhalb der Kopfmitte liegenden Augen und die große, stark oberständige Mundspalte. Die Seitenlinie ist bauchwärts durchgebogen. Die Oberseite ist von grünlichgrauer Färbung, Bauch und Seiten glänzen silbrig. Silberkarpfen können eine Länge von bis zu 1,30 m erreichen, bleiben meist jedoch kleiner. Mit etwa dem 15-fachen der Körperlänge ist der Darm außerordentlich lang. Der Silberkarpfen trägt entlang einer mittleren Längsreihe (mLR) 110 bis 124 auffallend kleine Schuppen.
Anzahl der Flossenstrahlen:
- Dorsale I-III/6-7
- Anale I-III/10-14

Ein ausgeprägter Geschlechtsdimorphismus fehlt.

## Lebensweise
In ihrem ursprünglichen Verbreitungsgebiet laichen Silberkarpfen von Mai bis Juli in strömendem, zwischen 23 und 24 °C warmem Wasser. Die bis zu 500.000 Eier und die schlüpfende Brut sind pelagisch. Nach dem Verzehr des Dottersacks ernährt sich die Brut zunächst von Zooplankton. Ab einer Größe von etwa fünf Zentimetern erfolgt die Umstellung auf Phytoplankton. Die Kleinstpflanzen werden über die zu einem feinen Netz verwachsenen Kiemenreusendornen ausgefiltert. Die Partikelgröße der aufgenommenen Nahrung kann dabei 0,1 mm unterschreiten. Silberkarpfen erreichen ihre Geschlechtsreife nach drei bis fünf Jahren. Unter den klimatischen Bedingungen Mitteleuropas ist eine natürliche Vermehrung nahezu ausgeschlossen. Unter Zuchtbedingungen laichen sie von April bis Mai.

## Wirtschaftliche Bedeutung
Die Einführung in Europa war mit der Erwartung verbunden, den ausufernden Wuchs von Planktonalgen in stark eutrophierten Gewässern besser kontrollieren zu können. Die positiven Auswirkungen auf die Wasserqualität sind aber vernachlässigbar. Durch ihr fettarmes, wohlschmeckendes Fleisch eignen sich Silberkarpfen als Speisefische.

### Silberkarpfen als invasive Spezies in den USA
Silberkarpfen haben sich vor allem in den USA sehr stark ausgebreitet. Durch ihr massives Auftreten stehen sie in bedrohlicher Nahrungskonkurrenz zur lokalen Fischfauna. Ebenso wie in Europa sollten sie ursprünglich der Algen- und Planktonbekämpfung dienen und wurden in den 1970er Jahren in Teichwirtschaften in Arkansas und Mississippi eingesetzt. Einige Exemplare konnten aus den geschlossenen Systemen in das Flusssystem des Mississippi entweichen und haben sich durch das weitgehende Fehlen von natürlichen Feinden stark vermehrt. Der Illinois River ist infolge ihrer Ausbreitung derzeit der Fluss mit der höchsten Karpfendichte in der Welt. Aktuell stehen die Silberkarpfen vor der Besiedlung der Großen Seen. Die US-Armee wurde beauftragt, die weitere Ausbreitung mittels elektronischer Unterwasserschranken und Zäunen auf dem Überflutungsgebiet des Eriesees zu verhindern. Dafür wurde ein Etat von 80 Millionen USD bereitgestellt. Maßnahmen wie Abschreckung durch Licht und Lärm sowie gezielte Vergiftung brachten keinen Erfolg. Es wird sogar erwogen, das Schleusen- und Kanalsystem zwischen dem Illinois River und dem Michigansee bei Chicago dauerhaft zu schließen.
Die hohe Bestandsdichte begünstigt Unfälle mit motorisierten Wassersportlern, die mit aufgeschreckten, hoch aus dem Wasser springenden Fischen kollidieren können.